# Otto Wolfgang Bechtle
Otto Wolfgang Bechtle (* 10. März 1918 in Stuttgart; † 25. Juli 2012 in Esslingen) war ein deutscher Unternehmer sowie Verleger und Herausgeber.

## Leben
Otto Wolfgang Bechtle wurde als Sohn des Zeitungsverlegers und Buchdruckereibesitzers Richard Bechtle (1882–1944) und dessen Ehefrau Lilly, geb. Schleicher, in Stuttgart geboren. Sein Bruder ist der Verleger Friedrich Bechtle. Von 1928 bis 1937 besuchte Bechtle das Georgii-Gymnasium Esslingen und schlug eine Offizierslaufbahn ein. Anschließend absolvierte er eine Ausbildung zum Verlagsbuchhändler und trat 1947 in die Leitung der Eßlinger Zeitung ein, deren Verleger und Chefredakteur er war. 1949 gründete er den Bechtle-Verlag, der die Autoren Heinz Piontek und Peter Härtling entdeckte und förderte. 1960 übernahm er die Cannstatter Zeitung und die Untertürkheimer Zeitung. Er baute den Bechtle Verlag & Druck in Baden-Württemberg auf und wurde geschäftsführender Gesellschafter von Richard Bechte, Graphische Betriebe und Verlagsgesellschaft (Esslinger Zeitung und Bechtle-Verlag).
Er engagierte sich ab 1953 als Mitbegründer des Verbands Südwestdeutscher Zeitungsverleger, dessen Vorsitzender und Ehrenvorsitzender er bis zu seinem Tode war. Von 1970 bis 1987 war er deren Präsident, von 1963 bis 1970 Vizepräsident des Bundesverbandes Deutscher Zeitungsverleger (VSZV). 1958 wurde Bechtle Mitglied des Aufsichtsrats der Nachrichtenagentur dpa; von 1974 bis 1991 war er deren Vorsitzender und bis zu seinem Tod deren Ehrenvorsitzender. Von 1973 bis 1980 war er Mitglied des Deutschen Presserates, von 1978 bis 1980 war er dessen Sprecher.
Bei der APO war Bechtle weniger beliebt, weil in seinem Haus die BILD gedruckt wurde: „Bechtle, Bechtle, Springers Knechtle“.
Er erhielt 1973 das Bundesverdienstkreuz I. Klasse, 1978 Große Bundesverdienstkreuz und 1983 den Stern dazu und die Ernennung zum Ritter der französischen Ehrenlegion.
Der Nachlass Bechtles wird im Stadtarchiv Esslingen verwahrt.
Bechtle heiratete 1953 Jacqueline Kuttenne und hatte zwei Kinder (Marie-Jo und Christine).